# Cizer
Cizer es una comuna ubicada en el distrito de Sălaj, Rumania.

## Superficie
Posee una superficie de 71,23 kilómetros cuadrados.

## Demografía
Hasta 2021 la población era de 2116 habitantes, con una densidad de población de 29,71 habitantes por kilómetro cuadrado.